# جيتس فان دير فين
جيتس فان دير فين (بالهولندية: Jitse van der Veen)‏ (2 نوفمبر 1928 – 19 سبتمبر 1976) هو سبّاح هولندي راحل، مثّل بلاده في الألعاب الأولمبية الصيفية 1952.

## روابط خارجية
جيتس فان دير فين على موقع أوليمبيديا (الإنجليزية)